# Mleko wapienne
Mleko wapienne – zawiesina koloidalna wodorotlenku wapnia w wodzie. Z wyglądu przypomina mleko krowie, stąd nazwa substancji. Zawiera w sobie słabo zdysocjowany, jednak silnie alkaliczny roztwór wodorotlenku wapnia, oraz jego bezpośredni i łatwo dostępny nadmiar, co jest przydatne przy przeprowadzaniu szeregu reakcji chemicznych w środowisku wodnym, szczególnie wymagających dużej wydajności. 
Mleko wapienne otrzymuje się poprzez gaszenie wapna w nadmiarze wody lub mieszanie z wodą wapna gaszonego.

## Zastosowanie
- składnik farb elewacyjnych
- środek wzmacniający odkryte, pękające lub osypujące się stare tynki
- prosty środek odkażający (ze względu na własności żrące) stosowany do dezynfekcji i odkażania dużych powierzchni (np. piwnice, magazyny, pomieszczenia inwentarskie)
- silny środek neutralizujący kwasy i wiążący sole metali ciężkich stosowany np. w ratownictwie chemicznym
- zmiękczanie wody metodą dekarbonizacji
- przemysłowe oczyszczanie gazów spalinowych z tlenków siarki metodą zraszania lub przepłukiwania
- jako środek tani i stosunkowo łatwo usuwalny, stosowany do pobielania na wiosnę szyb w szklarniach i inspektach w celu ograniczenia dostępu do nich ostrego wiosennego słońca, nadmiernie nagrzewającego wnętrze szklarni przy niskich jeszcze temperaturach powietrza w nocy oraz niskiej temperaturze podłoża glebowego
- pobielanie na wiosnę pni drzew w sadach w celu spowolnienia procesów wegetacyjnych w górnej części rośliny przy bardzo jeszcze niskiej temperaturze w okolicach korzeni (badania statystyczne nie potwierdzają tego i innych celów uzasadniających stosowanie tego zabiegu)
- podkład pod grunt w malarstwie ściennym
- w cukrownictwie do oczyszczania soku buraczanego, powoduje reakcje wymiany, w wyniku których rozpuszczalne sole (głównie fosforany) przestają być rozpuszczalne i mogą być odfiltrowane od soku